# اسکافاتی

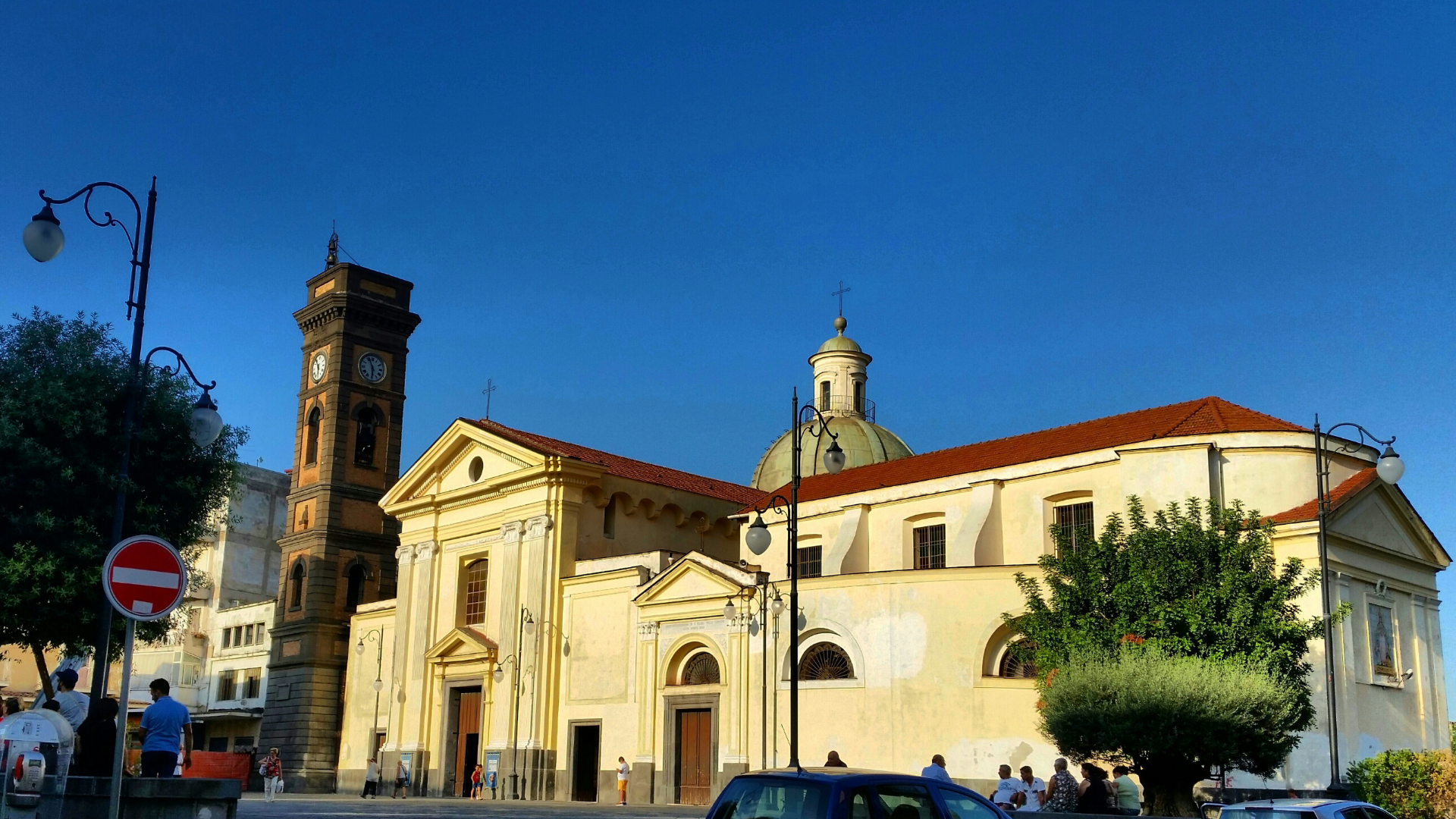
شهر اسکافاتی در ایتالیا

شهر اسکافاتی (به ایتالیایی: Scafati) با جمعیت ۵۰٬۶۹۳ نفر در ناحیه کامپانیا در کشور ایتالیا واقع شده است.